# Mayke de Jong

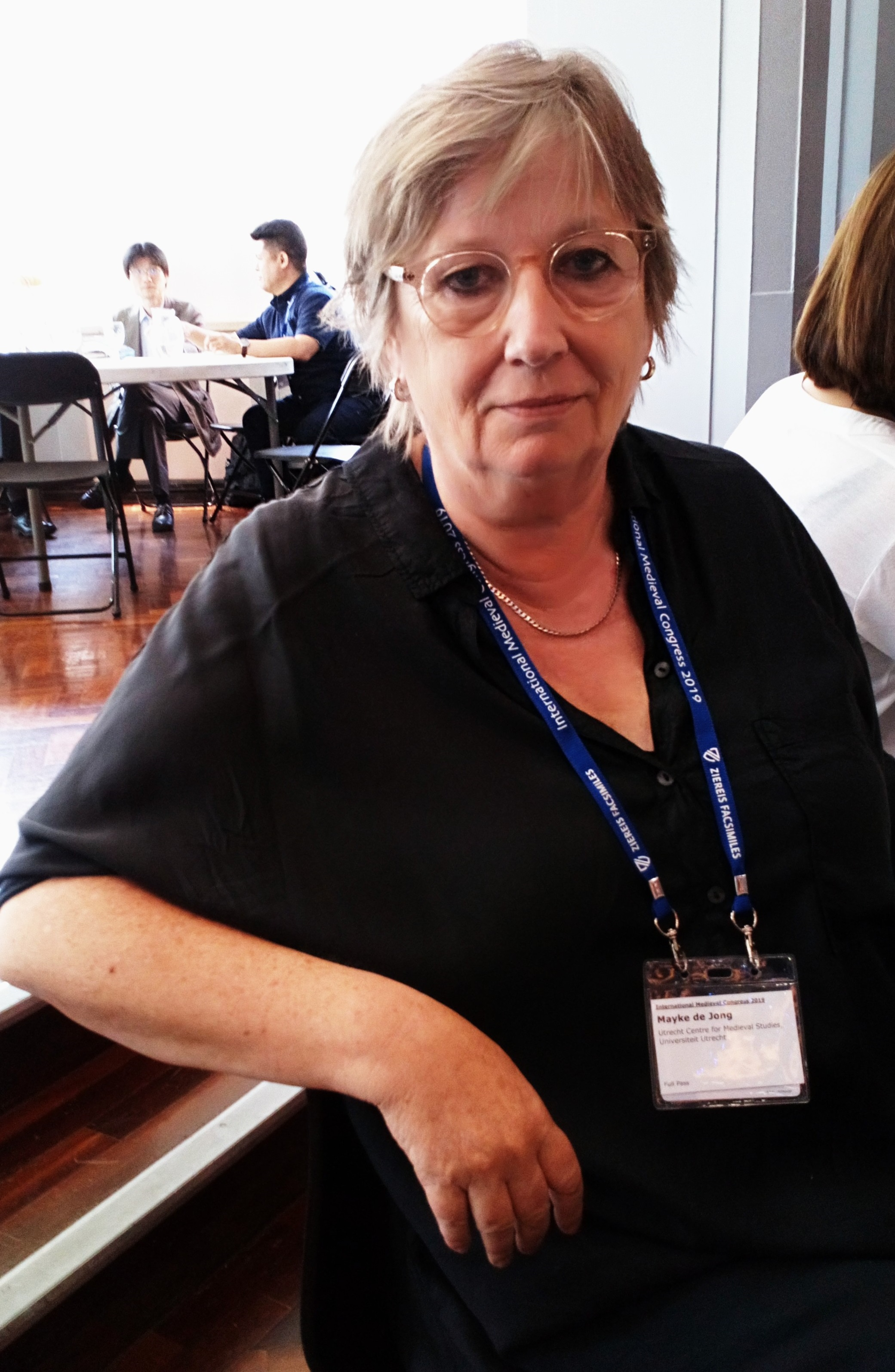
Mayke de Jong, 2019

Mayke de Jong (* 13. Oktober 1950 in Amsterdam) ist eine niederländische Historikerin.

Mayke de Jong legte 1977 den Master an der Universität von Amsterdam ab. Im Jahr 1986 erlangte sie dort bei Co van de Kieft den Ph.D. mit der Dissertation über Kind en klooster in de vroege middeleeuwen. Von 1977 bis 1987 war sie Lecturer in mittelalterlicher Geschichte und in Kulturanthropologie in Den Haag. Ebenfalls war sie von 1977 bis 1987 Lecturer an der Katholieke Universiteit Nijmegen. Seit 1987 lehrt sie als Professorin für Mittelalterliche Geschichte an der Universität Utrecht.
De Jong erforschte eingehend das klösterliche Leben und die Rolle der Buße im Rahmen der politisch-religiösen Kultur der Karolingerzeit (ca. 750–900). Mit ihrer 2009 veröffentlichten Arbeit The Penitential State widmete sie sich der seit Ludwig dem Frommen aufkommenden Herrscherbuße. Die Buße war die Antwort auf mancherlei Konflikte und Krisen. Die Rebellionen von 830 und 833 mit Ludwigs neuerlicher Buße und Klostereinweisung waren für sie die Höhepunkte des „büßenden Staates“. Ihre Arbeit gilt als wichtiger Beitrag einer in der jüngsten Zeit einsetzenden Neubeurteilung dieses karolingischen Herrschers.
Seit 1999 ist sie korrespondierendes Mitglied der Royal Historical Society, seit 2022 korrespondierendes Mitglied der British Academy. Sie hat den Forschungspreis der Alexander-von-Humboldt-Stiftung verliehen bekommen. Damit forschte sie in den Jahren 2015 und 2016 bei Stefan Esders am Friedrich-Meinecke-Institut der Freien Universität Berlin.

## Schriften
- Epitaph for an Era. Politics and Rhetoric in the Carolingian World. Cambridge University Press, Cambridge u. a. 2019, ISBN 978-1-107-01431-2.
- The Penitential State. Authority and Atonement in the Age of Louis the Pious, 814–840. Cambridge University Press, Cambridge 2009, ISBN 978-0-521-88152-4.
- In Samuel’s image. Child oblation in the early medieval West (= Brill’s studies in intellectual history. Bd. 12). Brill, Leiden u. a. 1996, ISBN 90-04-10483-6.